# Otilio Borrás
Otilio Borrás (Barcelona, ? - ?) fue un ciclista español que compitió a principios del siglo XX. Fue Campeón español de medio fondo en los años 1908 y 1909. También hizo un buen papel en el Campeonatos nacionales en ruta, donde fue tercero y segundo en 1909 y 1910 respectivamente.

## Palmarés
1908
- -  Campeonato de España tras moto stayer

1909
- -  Campeonato de España tras moto stayer

1911
- - 5º a la Volta a Cataluña